# Комбур (кантон)
Комбур (фр. Combourg) — кантон во Франции, находится в регионе Бретань, департамент Иль и Вилен. Входит в состав округа Сен-Мало.

## История
До 2015 года в состав кантона входили коммуны Бонмен, Комбур, Кюген, Ланелен, Лурме, Мейяк, Сен-Леже-де-Пре, Сен-Пьер-де-Плеген, Тремеэк, Трес.
В результате реформы 2015 года состав кантона был изменен; в его состав вошли коммуны упраздненного кантона Тентеньяк и отдельные коммуны упраздненных кантонов Бешрель и Эде.
1 января 2019  года коммуны Ланелен, Сен-Пьер-де-Плеген и Трессе образовали новую коммуну Мениль-Рок.

## Состав кантона с 22 марта 2015 года
В состав кантона входят коммуны (население по данным Национального института статистики за 2018 г.):
- Бонмен (1 553 чел.)
- Денже (1 633 чел.)
- Кардрок (5865 чел.)
- Кебрьяк (1 574 чел.)
- Комбур (5 945 чел.)
- Кюген (837 чел.)
- Ла-Босен (667 чел.)
- Ла-Шапель-о-Фильцмеан (819 чел.)
- Ланриган (154 чел.)
- Лез-Иф (273 чел.)
- Лонгольне (614 чел.)
- Лурме (328 чел.)
- Мейяк (1 881 чел.)
- Мениль-Рок (4 323 чел.)
- Пледе (786 чел.)
- Плёгенёк (1 914 чел.)
- Сен-Бриёк-дез-Иф (335 чел.)
- Сен-Доминёк (2 548 чел.)
- Сен-Леже-де-Пре (274 чел.)
- Сен-Тюаль (931 чел.)
- Тентеньяк (3 704 чел.)
- Треверьян (888 чел.)
- Тремеэк (345 чел.)
- Триме (211 чел.)

## Политика
На президентских выборах 2022 г. жители кантона отдали в 1-м туре Эмманюэлю Макрону 30,4 % голосов против 23,1 % у Марин Ле Пен и 20,6 % у Жана-Люка Меланшона; во 2-м туре в кантоне победил Макрон, получивший 62,2 % голосов. (2017 год. 1 тур: Эмманюэль Макрон – 26,7 %, Жан-Люк Меланшон – 19,5 %, Марин Ле Пен – 19,2 %, Франсуа Фийон – 17,0 %; 2 тур: Макрон – 70,2 %. 2012 год. 1 тур: Франсуа Олланд — 32,1 %, Николя Саркози — 24,8 %, Марин Ле Пен — 14,8 %; 2 тур: Олланд — 56,6 %).
С 2021 года кантон в Совете департамента Иль и Вилен представляют экс-мэр коммуны Лурме Беатрис Дюгеперу-Оноре (Béatrice Duguépéroux-Honoré) (Радикальное движение) и мэр коммуны Сен-Доминёк Бенуа Сойер (Benoit Sohier) (Социалистическая партия).
|                | Кандидаты                          | Партия                   | Первый тур | Первый тур     | Второй тур | Второй тур |
| Кол-во голосов | Кандидаты                          | Партия                   | % голосов  | Кол-во голосов | % голосов  |            |
| -------------- | ---------------------------------- | ------------------------ | ---------- | -------------- | ---------- | ---------- |
|                | Беатрис Дюгеперу-Оноре Бенуа Сойер | Разные левые             | 4 127      | 48,41          | 4 532      | 52,44      |
|                | Давид Бюиссе Эвелин Симон-Глори    | Прочие                   | 3 080      | 36,13          | 4 111      | 47,56      |
|                | Анн Ванекло Ян Эколан              | Национальное объединение | 1 318      | 5,46           |            |            |

|                | Кандидаты                           | Партия             | Первый тур | Первый тур     | Второй тур | Второй тур |
| Кол-во голосов | Кандидаты                           | Партия             | % голосов  | Кол-во голосов | % голосов  |            |
| -------------- | ----------------------------------- | ------------------ | ---------- | -------------- | ---------- | ---------- |
|                | Беатрис Дюгеперу-Оноре Андре Лефёвр | Разные левые       | 4 970      | 42,33          | 6 182      | 55,61      |
|                | Давид Бюиссе Иоланда Жиру           | Разные правые      | 3 422      | 29,15          | 4 935      | 44,39      |
|                | Мишель Дьёлафе Лилиан Паж           | Национальный фронт | 2 255      | 19,21          |            |            |
|                | Франсуаза Фошё Марк Форес           | Левый фронт        | 676        | 5,76           |            |            |
|                | Мишель Женен Элиана Леклерк         | Прочие             | 417        | 3,55           |            |            |